# Дебни Колман
Дебни Вортон Колман (енгл. Dabney Wharton Coleman; Остин, 3. јануар 1932 — Санта Моника, 16. мај 2024) био је амерички филмски, телевизијски и позоришни глумац, који је славу стекао првенствено након улога у филмовима Паклени торањ (1974), Од девет до пет (1980), На Златном језеру (1981), Тутси (1982), Ратне игре (1983), а касније и улогама у филмовима Човек са једном црвеном ципелом (1985), Стигла вам је пошта (1998), Правила не важе (2016) и многим другим.
Колманове телевизијске улоге укључују насловни лик у серији Бафало Бил (1983–1984), Бартон Фолин у серији Заштитник (2001–2004), глас директора Питера Приклија у серији Распуст (1997–2001) и Луиса Комодора Кастнера у серији Царство порока (2010–2011). Освојио је једну награду Еми за ударне термине из шест номинација и једну награду Златни глобус из три номинације.